# Cascada de Montmorency
La cascada de Montmorency és una cascada situada en la desembocadura de riu Montmorency al riu Sant Llorenç, just al davant de l'illa d'Orleans, a Quebec (Canadà). Divideix la ciutat de Quebec i la municipalitat de Boischatel. La cascada té 83 metres d'altura i és la més alta de la província de Quebec, ja que és 30 metres més alta que les cascades del Niàgara.
Va ser anomenada així per Samuel de Champlain en honor d'Enric II de Montmorency, lloctinent de la Nova França de 1620 a 1625.
La cascada es troba en un parc natural anomenat "Parc de la Chute-Montmorency". Hi ha nombroses escales que permeten observar el salt d'aigua des de diferents punts de vista i un pont penjant que ofereix una vista espectacular de la cascada. Durant l'hivern, el vapor de l'aigua a la base de la cascada es solidifica formant una massa de gel anomenada popularment "pa de sucre que es transforma en un lloc popular d'escalada sobre gel.

## Galeria
- Panoràmica de les cascades. La ciutat de Quebec es pot veure al fons.
- Foto del pa de sucre que es forma a la base de les cascades a l'hivern.
- Vista de la cascada.
- Vista de la cascada.